# IC 554
IC 554 = IC 555 ist eine linsenförmige Galaxie vom Hubble-Typ S0 im Sternbild Löwe an der Ekliptik. Sie ist schätzungsweise 296 Millionen Lichtjahre von der Milchstraße entfernt und hat einen Durchmesser von etwa 120.000 Lj.
Im selben Himmelsareal befindet sich u. a. die Galaxie NGC 2958.
Das Objekt wurde am 22. März 1892 vom französischen Astronom Stéphane Javelle entdeckt und im IC-Katalog als IC 555 klassifiziert. Der US-amerikanische Astronom Lewis Swift entdeckte am 28. März 1892 in der Himmelsregion ebenfalls ein Objekt, das im Index-Katalog als IC 554 eingetragen worden ist und folgende Position beschreibt (RA 09 41 47.9, Dec +12 26 01). Hier ist jedoch kein Objekt festzustellen. Es wird allgemein angenommen, dass Lewis Swift tatsächlich Javelles IC 555 beobachtet und lediglich einen Fehler von 10 Arcmin in seiner Deklination begangen hat. Abgesehen von der Tatsache, dass Swifts Position immer noch südwestlich von IC 555 liegen würde, sind die Beschreibungen der beiden Objekte völlig unterschiedlich. Es scheint also viel wahrscheinlicher, dass Swift eine andere, schwächere Galaxie beobachtet hat (in diesem Fall hätte er immer noch einen großen Fehler in seiner Position machen müssen) oder ein schwaches Sternobjekt für einen Nebel gehalten hat (was angesichts seiner Beschreibung des Objekts am wahrscheinlichsten erscheint).